# Boverius
Giovanni Boverio, connu sous le nom de Boverius, (Saluzzo, 1568 - Gênes, 1638) est un juriste italien, capucin frère mineur sous le nom de Zacharias. Il est connu comme historien et théologien.

## Biographie
Giovanni Boverio est fils de Matteo Boverio, ancien gouverneur de Saluzzo. Après avoir obtenu son diplôme en droit, il  devient capucin, prenant le nom de Zacharias. Il enseigne à Lyon, où sont publiées en 1632 les Annales Ordinis Minorum Capuccinorum, les premières annales de l'histoire de l'ordre, du début à l'année 1612, écrits qui suscitent clameurs et scandales dans l'Église catholique, à tel point qu'elles sont inscrites à l'Index. Jean-Noël Paquot fait d'ailleurs l'observation que Boverius manque à peu près complètement de critique historique et qu'il a maintes fois reproduit des récits dont l'authenticité était loin d'être démontrée.
Selon la  Catholic Encyclopedia, il était « un homme de grand savoir non seulement en tant qu'historien, mais aussi en tant qu'écrivain controversé ».

## Écrits
- Demonstrationes symbolorum verae et falsae religionis adversus praecipuos ac vigentes catholicae religionis hostes, atheistas, Iudaeos, haereticos, praesertim Lutheranos, & Caluinistas, Lyon, 1617 ;
- Orthodoxa consultatio de ratione verae fidei et religionis amplectandae, Madrid, 1623;
- Directorium fori iudicialis pro regularibus usui Fratrum Minorum qui vulgo Capuccini nuncupantur, Turin, 1624 ;
- De sacris ritibus iuxta Romanam regulam usui fratrum minorum s. Francisci, qui vulgo Capuccini nuncupantur accommodatis. Libri tres, Naples, 1626 ;
- Annalium seu Sacrarum historiarum ordinis Minorum S. Francisci qui Capucini nuncupantur, I-II, Lyon, 1632-1639.

## Littérature
- Arthur von Schaching, Die Schrift des P. Zacharias Boverius o. cap. "Orthodoxa consultatio de ratione verae fidei et religionis amplectendae", Eichstätt, 1937.